# Naoko Takeuchi
 (janvier 2009).
Si vous disposez d'ouvrages ou d'articles de référence ou si vous connaissez des sites web de qualité traitant du thème abordé ici, merci de compléter l'article en donnant les références utiles à sa vérifiabilité et en les liant à la section « Notes et références ».
Pour les articles homonymes, voir Takeuchi.
Naoko Takeuchi (武内 直子, Takeuchi Naoko) est une mangaka japonaise née le 15 mars 1967 à Kōfu, dans la préfecture de Yamanashi au Japon. Elle est principalement connue pour être la créatrice du manga Sailor Moon.

## Biographie
Elle est diplômée en pharmacologie de la Kyōritsu Yakka Daigaku (共立薬科大学), et a écrit son mémoire sur les ultrasons dans les appareillages médicaux. Son université est située près du parc de Shiba, dans l'arrondissement de Minato-ku à Tōkyō, ce qui l'influencera lors de l'écriture de Sailor Moon et Sailor V : ces deux histoires se déroulent à Minato-ku dans le quartier d'Azabu Jūban. 
Encore à l'université, elle fait ses débuts de mangaka en 1986 lorsqu'elle gagne le prix Kōdansha New Manga Artist avec Love Call. Durant l'été 1991, elle publie ce qui devait être une histoire courte, Sailor V (un mélange de sentai et de magical girl). Un succès inattendu auprès des jeunes lectrices pousse la Toei à contacter son éditeur afin de remanier le concept en le déclinant sous la forme d'une équipe de 5 filles : c'est ainsi que Sailor Moon (son plus grand succès) voit le jour. Le premier chapitre paraît dans le numéro de février 1992 de Nakayoshi et son adaptation animée apparait quelques semaines plus tard. Elle obtint pour ce manga en 1993 le prix du manga de son éditeur, Kōdansha, dans la catégorie Shōjo.
Elle est, depuis 1999, l'épouse d'un autre mangaka, Yoshihiro Togashi, avec qui elle a eu 2 enfants, dont un fils, nommé petit Ōji par ses parents.

## Œuvres

### Mangas
| Titres | Années de Parutions | Synopsis |
| --- | ------------------- | --- |
| Chocolate Christmas (チョコレート·クリスマス, Chokorēto Kurisumasu)                                                          | 1987–1988           | Alors que Ryoko Handa fête le réveillon de Noël seule, ses parents travaillant, elle découvre l'émission d'un chroniqueur se nommant Choco. Tombant rapidement sous le charme et découvrant que c'est son anniversaire, elle s'empresse d'aller à la station radio pour offrir son gâteau au chocolat à Choco. Un an plus tard, Ryoko est désormais connue sur son campus pour aider à former des couples. Par ce biais, elle souhaite se rapprocher un peu plus de celui qu'elle admire, Choco, qui anime désormais une émission où il est conseiller en amour. Elle décide d'aller à sa rencontre en travaillant à mi-temps pour la station de radio.             |
| Maria (ま·り·あ, Ma-ri-a) | 1989–1990           | Alors que la mère de Maria est hospitalisée, un mystérieux inconnu se prénommant Papa longues jambes propose de payer les frais d'hospitalisation ainsi que la scolarisation de Maria au "Green Garden" : une école renommée et destinée aux enfants de bonne famille. En échange, elle devra écrire des lettres à son bienfaiteur sur sa vie au Green Garden et devenir sa fiancée. |
| The Cherry Project (Theチェリー・プロジェクト, Za Cherī Purojekuto)                                                          | 1990–1991           | The Cherry Project est l´histoire de Asuka Chieri ou "Cherry". Cherry commence à pratiquer le patinage artistique lorsqu´elle voit pour la première fois le jeune champion Tsuzuki Masanori. Elle rêve de rencontrer son idole. Le rêve de Tsuzuki est de trouver sa partenaire idéale et de devenir champion en couple avant de devoir quitter le circuit. Son projet et de transformer Cherry en partenaire idéale va-t-il réussir ? |
| Codename Sailor V (コードネームはセーラーV, Kōdonēmu wa Sērā Bui)                                                            | 1991–1997           | Bien avant l'éveil de Sailor Moon, Sailor Venus était déjà à l'oeuvre. C'est Artemis qui lui a révélé ses pouvoirs, et elle a décidé de s'en servir pour aider la société, elle est donc devenue Sailor V. Dans la vie normale, elle est Minako Aino, lycéenne douée en gym, populaire auprès des garçons, mais nulle en maths. La nuit venue, Sailor V aide régulièrement la police, mais lorsque l'amour s'en mêle, tout s'emballe pour Minako. |
| Pretty Soldier Sailor Moon, puis Pretty Guardian Sailor Moon depuis 2003 (美少女戦士セーラームーン, Bishōjo Senshi Sērā Mūn) | 1991–1997           | Usagi Tsukino est une jeune collégienne de 14 ans maladroite et capricieuse lorsqu'elle rencontre Luna, une chatte avec un étrange croissant de lune sur le front. Grâce à une broche donnée par celle-ci, Usagi va pouvoir se transformer en Sailor Moon, la guerrière de l'amour et de la justice, et devra combattre le Dark Kingdom dont le but est la résurrection de Queen Metalia qui est à l'origine de la destruction du Silver Millenium dans une vie antérieure. Peu à peu, d'autres guerrière viendront aider Sailor Moon dans sa mission : Sailor Mercury, Sailor Mars, Sailor Jupiter et Sailor Venus. Elles seront également aidées par Tuxedo Mask. |
| Miss Rain (ミス・レイン, Misu Rein)                                                                                          | 1993                | Un one-shot réunissant cinq histoires courtes : 1. Miss Rain 2. Boku no Pierce Girl 3. July Marmalade Birthday 4. Maigo no Swing 5. Itsumo Issho ne |
| Prism Time (プリズムタイム, Purizumu Taimu)                                                                                  | 1996–1997           | Une collection d'histoires courtes que Naoko Takeuchi a commencée en 1986 et finie en 1997 après qu'elle a terminé "Sailor Moon". 1. Gradation 1: Tamaki - Peppermint 2. Gradation 2: Saura - Sunset 3. Gradation 3: Mizuki - Moonglow 4. Gomen ne Wednesday 5. Liner Notes |
| PQ Angels (PQエンジェルス, PQ Enjerusu)                                                                                      | 1997                | Peanut et Kyuuri sont des extraterrestres qui viennent d'arriver sur la planète Terre. Leur mission? Trouver leur reine disparue! Cependant, ce n'est pas facile compte tenu de la menace qui pèse sur elles et du fait qu'elles ne connaissent absolument pas la Terre. 4 chapitres seulement sont parus entre Septembre et Décembre 1997 dans le Nakayoshi mais le manga fut annulé. En effet, Kodansha perdit les scripts du manga ce qui poussa Takeuchi à quitter cet éditeur pour la Shūeisha pendant un moment... |
| Princess Naoko Takeuchi's Return-to-Society Punch!!                                                                          | 1998–2004           | Manga comique sur la vie de la mangaka après son succès sur Sailor Moon. |
| Toki☆Meka! (とき☆メカ!, Toki☆Meka!)                                                                                          | 2001                | Prequel du manga de 2005 racontant les aventures d'un robot : Mecha et da sa créatrice. |
| Love Witch (ラブ・ウィッチ, Rabu Witchi)                                                                                     | 2002                | On suit le quotidien d'une jeune fille nommée Love qui devient une sorcière afin de protéger son frère, Yuu, qu'elle aime beaucoup. Mais pour qu'elle devienne une sorcière à part entière, il faut qu'elle sacrifie ce qu'elle aime le plus, à savoir son petit frère ?! La publication s'arrêta au bout de trois chapitres et une histoire courte sans explication. |
| Toki☆Meca! (とき☆めか!, Toki☆Meca!)                                                                                          | 2005–2006           | Quand Mimi était jeune, elle était amie avec Hoshiko. Hoshiko a dû partir aux États-Unis pour étudier. Mimi fait promettre à Hoshiko qu'elles seront toujours amies. 7 ans plus tard, un robot du nom de Meca se présente à elle pour devenir son amie et l'aider. Cependant, Meca n'est pas exactement ce à quoi Mimi pensait. Meca ne fait qu'avoir des ennuis, sauver des vies et convoquer diverses personnes / robots / objets avec son téléphone portable. Dernière série parue par Naoko Takeuchi et la première qu'elle a fini depuis Sailor Moon et Sailor V ! Bien que les derniers chapitres ne soient jamais parus en tome relié...                     |

### Artbooks
- 1994) Le Grand Livre Sailor Moon (Bishoujo Senshi Sailor Moon Illustrations Vol. I) parut en 1999 en France chez Glénat
- Bishoujo Senshi Sailor Moon Illustrations Vol. II
- 1996) Bishoujo Senshi Sailor Moon Illustrations Vol. III
- 1997) Bishoujo Senshi Sailor Moon Illustrations Vol. IV
- Bishoujo Senshi Sailor Moon Illustrations Vol. V
- Bishoujo Senshi Sailor Moon Illustrations Vol. INFINITY
- 1999) Sailor Moon Materials Collection

### Illustrations dans des light novels
- Mermaid Panic Volumes 1–3 (écrit par Marie Koizumi)
- Atashi no Wagamama (écrit par Marie Koizumi)
- Zettai, Kore o Ubbatte Miseru (écrit par Marie Koizumi)
- Maria (version ligth novel) (écrit par Marie Koizumi)

### Autres livres
- Oboo-nu- to Chiboo-nu- (illustré par Yoshihiro Togashi)
  - Un livre pour enfant offert à son fils pour son anniversaire.

### Anime

#### Sailor Moon(90's)
Sailor Moon (Série Animé, 1992–1997) – Créateur Original (basé sur son manga Pretty Guardian Sailor Moon)(200 épisodes)
- Sailor Moon : les Fleurs maléfiques (long métrage animé, 1993) – Créateur Original (basé sur son manga et la série animé Sailor Moon)
- Sailor Moon S, le film (anime film, 1994) – Créateur Original (basé sur son manga et la série animé Sailor Moon, adapté de l'histoire courte : Le fiancé de la princesse Kaguya.)
- Sailor Moon Super S, le film / Sailor Moon SuperS, les 9 guerrières unies ! Le miracle du gouffre des cauchemars (long métrage animé, 1995) – Créateur Original (basé sur son manga et la série animé Sailor Moon)

#### Sailor Moon Crystal(Reboot 2014)
- Pretty Guardian Sailor Moon Crystal (web anime, 2014–2015) – Créateur Original (basé sur son manga Sailor Moon, adapte l'arc Dark Kingdom et l'arc Black Moon ) (26 épisodes)
  - Pretty Guardian Sailor Moon Crystal Season III (Série animé , 2016) – Créateur Original (basé sur son manga Sailor Moon, adapte l'arc Infini ) (13 épisodes)
  - Pretty Guardian Sailor Moon Eternal: The Movie (deux parties, longs métrages animé, 2021) – Créateur Original (basé sur son manga Sailor Moon, adapte l'arc Songe), Superviseur.

### Drama
- 2003/2005 : Pretty Guardian Sailor Moon (Drama japonais, 49 épisodes et deux épisodes spéciaux) : Créateur Original

### Paroles de chansons
Takeuchi a également écrit quelques chansons pour les animes Sailor Moon et la version live, elle a fait des chansons d'image pour les personnages mais aussi des Opening et des Ending et autres. 
On y trouve :
- Maboroshi no Ginzuisho ("Illusionary Silver Crystal") - Insert song dans Sailor Moon
- Ai wo Shinjiteru ("Believe in Love") – Chanson d'image pour Sailor Moon
- Chikara wo Awasete ("Combining Power") – Chanson d'image pour Sailor Star Maker/Taiki Kou
- Ginga Ichi Mibun Chigai na Kataomoi ("Unrequited Love a Station Apart in the Galaxy") – Chanson d'image pour Sailor Star Figther/Seiya Kou
- Honoo no Sogekimono ("Flame Sniper") – Chanson d'image pour Sailor Mars
- Initial U – Chanson d'image pour Sailor Uranus
- Katagoshi ni Kinsei ("Venus Over My Shoulder") – Chandon d'image pour Sailor Venus dans PGSM (le drama)
- Kirari*SailorDream! ("Sparkling Sailor Dream!") – L'opening de Pretty Guardian Sailor Moon
- Luna! - Chanson d'image pour Luna
- Mayonaka Hitori ("Alone at Midnight") – Chanson d'image pour Sailor Star Healer/Yaten Kou
- Over Rainbow Tour – Chanson d'image pour Sailor Moon dans PGSM
- Princess Moon – Second Ending de la première saison de l'anime Sailor Moon de 92.
- "Rashiku" Ikimasho ("I'll Be As I Am") – Second ending pour Sailor Moon SuperS
- Route Venus – Chanson d'image pour Sailor Venus (Sailor Moon R)
- Sailor Star Song – Opening pour la 5eme saison de l'anime 92: Sailor Stars
- Sailor Team no Theme ("Sailor Team's Theme") - Insert Song dans Sailor Moon SuperS
- Senshi no Omoi ("Feelings of a Soldier") – Chanson d'image pour Sailor Neptune
- We Believe You – chanson d'image pour Sailor Jupiter
- Todokanu Omoi ("My Friend's Love") – Chanson d'image pour les Three Lights/ Sailor Starlights
- Gekkō ("Moonbow") – Ending pour Pretty Guardian Sailor Moon Crystal (Sous le nom de Sumire Shirobara)
- Futtemo Haretemo -come rain or come shine- ("Whether It Rains or Shines -Come Rain or Come Shine-") – Chanson d'image pour Usagi Tsukino (Pretty Guardian Sailor Moon Crystal ) (Sous le nom de Sumire Shirobara)
- Tsukiiro Chainon ("Moon Color Chainon") – Chanson d'ouverture pour Pretty Guardian Sailor Moon Eternal: The Movie (Sous le nom de Sumire Shirobara)